# El verdadero amor perdona
"El Verdadero Amor Perdona" é uma canção gravada pela banda mexicana de pop latino e rock Maná, contida em seu oitavo álbum de estúdio, Drama y Luz (2011). Escrito e produzido por Fernando Olvera e Alex González, a canção está presente na versão original e na versão de luxo, nesta ultima conta com a participação do cantor Prince Royce.
Desempenhou-se na primeira posição dos gráficos latinos da Billboard, Latin Songs, Latin Pop Songs e Tropical Songs e se posicionou na trigésima quinta posição na Espanha e a centésima nos Estados Unidos. Recebeu uma indicação nos Premios Juventud na categoria "Combinação Perfeita", na qual Royce concorre com outra música, "Ven Conmigo" com Daddy Yankee.

## Desempenho
| Tabela (2011-12)                         | Melhores posições |
| ---------------------------------------- | ----------------- |
| Espanha (PROMUSICAE)                     | 35                |
| Estados Unidos Billboard Hot 100         | 100               |
| Estados Unidos Billboard Latin Songs     | 1                 |
| Estados Unidos Billboard Latin Pop Songs | 1                 |
| Estados Unidos Billboard Tropical Songs  | 1                 |
| Venezuela Venezuela Top Latino           | 19                |